# Ryan Quarmby
Ryan Quarmby ist ein britischer Schauspieler.

## Leben
Quarmby machte 2018 seinen Abschluss in Schauspiel an der Guildhall School of Music and Drama. Er gab bereits 2015 in Five Pillars in einer Nebenrolle sein Filmschauspieldebüt. 2020 erhielt er eine Rolle in der Kurzfilmproduktion Vize Verza: Closure. 2022 erhielt er wiederkehrende Episodenrollen in den Fernsehserien Rebel Cheer Squad: A Get Even Series als Miles und in The Last Kingdom als Cynlaef. 2024 folgte eine Episodenrolle in der Fernsehserie Call the Midwife – Ruf des Lebens. Im selben Jahr spielte er außerdem die Rolle des Charlie Bullens in der ersten Staffel der Fernsehserie The Gathering.
Er wirkte in mehreren Theaterstücken des Guildhall mit.

## Filmografie (Auswahl)
- 2015: Five Pillars
- 2020: Vize Verza: Closure (Kurzfilm)
- 2022: Rebel Cheer Squad: A Get Even Series (Fernsehserie, 8 Episoden)
- 2022: The Last Kingdom (Fernsehserie, 5 Episoden)
- 2024: Call the Midwife – Ruf des Lebens (Call the Midwife, Fernsehserie, Episode 13x03)
- 2024: The Gathering (Fernsehserie, 4 Episoden)

## Theater (Auswahl)
- Fiddler on the Roof, Regie: Martin Connor, Guildhall School of Music and Drama
- Let Me Not Play a Woman, Regie: Richard Goulding, Guildhall School of Music and Drama
- Paradise Lost, Regie: Wyn Jones, Guildhall School of Music and Drama
- Saved, Regie: John Haidar, Guildhall School of Music and Drama
- Post-Mortem, Regie: Lucy Bailey, Guildhall School of Music and Drama
- The Cherry Orchard, Regie: Christian Burgess, Guildhall School of Music and Drama
- Antony and Cleopatra, Regie: Christopher Luscombe, Guildhall School of Music and Drama
- Oedipus Rex, Regie: Patsy Rodenburg, Guildhall School of Music and Drama
- Merrily We Roll Along, Regie: Martin Connor, Guildhall School of Music and Drama
- After the Dance, Regie: Wyn Jones und Annemette Verspeak, Guildhall School of Music and Drama
- The Beaux Stratagem, Regie: Lucy Pitman-Wallace, Guildhall School of Music and Drama
- The Seagull, Regie: Christian Burgess, Guildhall School of Music and Drama
- Flesh and Blood, Regie: Mike Alfreds, Guildhall School of Music and Drama